# Маммери, Гарри
Гарри Маммери (англ. Harry Mummery; 25 августа 1889, Чикаго, Иллинойс — 9 декабря 1945, Брандон, Манитоба) — американский хоккеист. Играл на позиции защитника.
Профессионально играл в хоккей с 1911 по 1923 год, из них в Национальной хоккейной лиге выступал с 1917 по 1923 год. Играл за команды Квебек Булдогз, Монреаль Канадиенс, Торонтос, Торонто Аренас, Гамильтон Тайгерз. Дважды выигрывал Кубок Стэнли.
Во время своей карьеры, Маммери был самым тяжелым игроком в НХЛ, веся более 120 кг. В матчах НХЛ, Маммери трижды выходил на игру на позиции вратаря.

## Достижения
- Обладатель Кубка Стэнли 1918
- Обладатель кубка О’Брайана (1913 — Квебек, 1917 — Монреаль Канадиенс, 1918 — Торонто Блюшётс)